# EuroCoupe de basket-ball 2017-2018
Navigation
Édition précédente Édition suivante
L’EuroCoupe de basket-ball 2017-2018, aussi appelée 7DAYS EuroCup, est la seizième édition de l'Eurocoupe. L'équipe turque du Darüşşafaka Doğuş, menée par l'Américain Scottie Wilbekin (MVP) s'impose en finale contre le Lokomotiv Kouban-Krasnodar (Russie).

## Format de la compétition
En avril 2016, l'Euroleague Basketball met en place un nouveau format de compétition avec 24 équipes réparties en quatre groupes de six équipes.
Les quatre premières équipes de chaque groupe de la phase régulière sont réparties dans quatre groupes de quatre équipes. Les deux premières équipes de chaque groupe sont qualifiées pour les phases finales (quarts de finale, demi-finales et la finale au meilleur des trois matches).
Le vainqueur de cette compétition est automatiquement qualifié pour la saison 2018-2019 de l'Euroligue.

## Dates des tours et des playoffs
| Phase            | Tour             | Date du tirage | Premier manche    | Deuxième manche   | Troisième manche  |
| ---------------- | ---------------- | -------------- | ----------------- | ----------------- | ----------------- |
| Saison régulière | Match 1          | 6 juillet 2017 | 11 octobre 2017   | 11 octobre 2017   | 11 octobre 2017   |
| Saison régulière | Match 2          | 6 juillet 2017 | 18 octobre 2017   | 18 octobre 2017   | 18 octobre 2017   |
| Saison régulière | Match 3          | 6 juillet 2017 | 25 octobre 2017   | 25 octobre 2017   | 25 octobre 2017   |
| Saison régulière | Match 4          | 6 juillet 2017 | 1er novembre 2017 | 1er novembre 2017 | 1er novembre 2017 |
| Saison régulière | Match 5          | 6 juillet 2017 | 8 novembre 2017   | 8 novembre 2017   | 8 novembre 2017   |
| Saison régulière | Match 6          | 6 juillet 2017 | 15 novembre 2017  | 15 novembre 2017  | 15 novembre 2017  |
| Saison régulière | Match 7          | 6 juillet 2017 | 6 décembre 2017   | 6 décembre 2017   | 6 décembre 2017   |
| Saison régulière | Match 8          | 6 juillet 2017 | 13 décembre 2017  | 13 décembre 2017  | 13 décembre 2017  |
| Saison régulière | Match 9          | 6 juillet 2017 | 20 décembre 2017  | 20 décembre 2017  | 20 décembre 2017  |
| Saison régulière | Match 10         | 6 juillet 2017 | 27 décembre 2017  | 27 décembre 2017  | 27 décembre 2017  |
| Top 16           | Match 1          | 6 juillet 2017 | 3 janvier 2018    | 3 janvier 2018    | 3 janvier 2018    |
| Top 16           | Match 2          | 6 juillet 2017 | 10 janvier 2018   | 10 janvier 2018   | 10 janvier 2018   |
| Top 16           | Match 3          | 6 juillet 2017 | 17 janvier 2018   | 17 janvier 2018   | 17 janvier 2018   |
| Top 16           | Match 4          | 6 juillet 2017 | 24 janvier 2018   | 24 janvier 2018   | 24 janvier 2018   |
| Top 16           | Match 5          | 6 juillet 2017 | 31 janvier 2018   | 31 janvier 2018   | 31 janvier 2018   |
| Top 16           | Match 6          | 6 juillet 2017 | 7 février 2018    | 7 février 2018    | 7 février 2018    |
| Playoffs         | Quarts de finale | 6 juillet 2017 | 6 mars 2018       | 9 mars 2018       | 12 mars 2018      |
| Playoffs         | Demi-finales     | 6 juillet 2017 | 20 mars 2018      | 23 mars 2018      | 26 mars 2018      |
| Playoffs         | Finales          | 6 juillet 2017 | 10 avril 2018     | 13 avril 2018     | 16 avril 2018     |

## Compétition

### Phase régulière

#### Groupe A
| Rang | Équipe                  | %  | J  | G | P | Pp  | Pc  | Diff |  | Résultats (dom.\ext.)   | UNI   | DAR   | CED   | TOR    | AND   | LEV    |
| ---- | ----------------------- | -- | -- | - | - | --- | --- | ---- |  | ----------------------- | ----- | ----- | ----- | ------ | ----- | ------ |
| 1    | Darüşşafaka Doğuş       | 80 | 10 | 8 | 2 | 805 | 716 | 89   |  | UNICS Kazan             |       | 75-79 | 78-61 | 101-93 | 89-80 | 76-68  |
| 2    | UNICS Kazan             | 70 | 10 | 7 | 3 | 794 | 760 | 34   |  | Darüşşafaka Doğuş       | 78-69 |       | 85-83 | 75-77  | 85-77 | 100-67 |
| 3    | Cedevita Zagreb         | 50 | 10 | 5 | 5 | 821 | 785 | 36   |  | Cedevita Zagreb         | 94-74 | 89-83 |       | 83-86  | 91-73 | 94-79  |
| 4    | FIAT Torino             | 50 | 10 | 5 | 5 | 793 | 842 | -49  |  | FIAT Torino             | 72-79 | 60-89 | 65-87 |        | 92-86 | 92-86  |
| 5    | BC Andorra              | 30 | 10 | 3 | 7 | 784 | 810 | -26  |  | BC Andorra              | 68-76 | 68-69 | 78-71 | 83-77  |       | 79-61  |
| 6    | Levallois Metropolitans | 20 | 10 | 2 | 8 | 755 | 839 | -84  |  | Levallois Metropolitans | 67-77 | 64-69 | 91-81 | 73-79  | 99-92 |        |

#### Groupe B
| Rang | Équipe                 | %  | J  | G | P | Pp  | Pc  | Diff |  | Résultats (dom.\ext.)  | GAL   | BAY   | HAP    | REG   | LIE   | BUD   |
| ---- | ---------------------- | -- | -- | - | - | --- | --- | ---- |  | ---------------------- | ----- | ----- | ------ | ----- | ----- | ----- |
| 1    | Bayern Munich          | 90 | 10 | 9 | 1 | 881 | 746 | 135  |  | Galatasaray SK         |       | 69-86 | 87-68  | 82-72 | 73-78 | 82-61 |
| 2    | Galatasaray SK         | 50 | 10 | 5 | 5 | 795 | 770 | 25   |  | Bayern Munich          | 86-78 |       | 111-85 | 83-58 | 93-57 | 85-82 |
| 3    | Pallacanestro Reggiana | 50 | 10 | 5 | 5 | 739 | 747 | -8   |  | Hapoël Jérusalem       | 81-91 | 83-91 |        | 66-79 | 93-81 | 81-86 |
| 4    | Budućnost Podgorica    | 50 | 10 | 5 | 5 | 776 | 776 | 0    |  | Pallacanestro Reggiana | 74-71 | 90-82 | 61-63  |       | 82-85 | 77-71 |
| 5    | Panevėžio Lietkabelis  | 40 | 10 | 4 | 6 | 761 | 812 | -51  |  | Panevėžio Lietkabelis  | 77-84 | 87-88 | 86-72  | 75-82 |       | 86-79 |
| 6    | Hapoël Jérusalem       | 20 | 10 | 2 | 8 | 767 | 865 | -98  |  | Budućnost Podgorica    | 87-78 | 60-76 | 92-75  | 82-74 | 76-62 |       |

#### Groupe C
| Rang | Équipe                     | %   | J  | G  | P | Pp  | Pc  | Diff |  | Résultats (dom.\ext.)      | LOK   | BER   | LIE   | BIL    | LIM    | PAR    |
| ---- | -------------------------- | --- | -- | -- | - | --- | --- | ---- |  | -------------------------- | ----- | ----- | ----- | ------ | ------ | ------ |
| 1    | Lokomotiv Kouban-Krasnodar | 100 | 10 | 10 | 0 | 851 | 710 | 141  |  | Lokomotiv Kouban-Krasnodar |       | 75-59 | 77-68 | 102-86 | 81-55  | 99-64  |
| 2    | Lietuvos rytas             | 60  | 10 | 6  | 4 | 855 | 796 | 59   |  | ALBA Berlin                | 84-89 |       | 93-86 | 86-68  | 78-84  | 111-85 |
| 3    | ALBA Berlin                | 60  | 10 | 6  | 4 | 847 | 812 | 35   |  | Lietuvos rytas             | 85-93 | 94-73 |       | 83-93  | 92-76  | 93-75  |
| 4    | Limoges CSP                | 50  | 10 | 5  | 5 | 787 | 804 | -17  |  | Bilbao Basket              | 69-91 | 86-94 | 79-96 |        | 91-98  | 92-96  |
| 5    | Bilbao Basket              | 20  | 10 | 2  | 8 | 821 | 899 | -78  |  | Limoges CSP                | 61-63 | 65-73 | 69-71 | 86-74  |        | 92-83  |
| 6    | Partizan Belgrade          | 10  | 10 | 1  | 9 | 811 | 951 | -140 |  | Partizan Belgrade          | 83-93 | 80-96 | 80-91 | 67-83  | 98-101 |        |

#### Groupe D
| Rang | Équipe                   | %  | J  | G | P | Pp  | Pc  | Diff |  | Résultats (dom.\ext.)    | ULM    | CAN   | ZEN    | TRE   | ASV     | TUR   |
| ---- | ------------------------ | -- | -- | - | - | --- | --- | ---- |  | ------------------------ | ------ | ----- | ------ | ----- | ------- | ----- |
| 1    | ASVEL Lyon-Villeurbanne  | 70 | 10 | 7 | 3 | 856 | 814 | 42   |  | Ratiopharm Ulm           |        | 97-87 | 84-94  | 93-95 | 84-94   | 83-73 |
| 2    | Dolomiti Energia Trento  | 60 | 10 | 6 | 4 | 830 | 797 | 33   |  | CB Gran Canaria          | 97-84  |       | 97-87  | 85-76 | 128-129 | 92-71 |
| 3    | Zénith Saint-Pétersbourg | 60 | 10 | 6 | 4 | 862 | 864 | -2   |  | Zénith Saint-Pétersbourg | 90-78  | 90-85 |        | 81-70 | 89-92   | 84-82 |
| 4    | CB Gran Canaria          | 50 | 10 | 5 | 5 | 884 | 837 | 47   |  | Dolomiti Energia Trento  | 77-66  | 79-76 | 103-81 |       | 85-75   | 88-91 |
| 5    | Tofaş SK                 | 40 | 10 | 4 | 6 | 826 | 861 | -35  |  | ASVEL Lyon-Villeurbanne  | 108-77 | 68-84 | 88-85  | 79-67 |         | 84-74 |
| 6    | Ratiopharm Ulm           | 20 | 10 | 2 | 8 | 830 | 915 | -85  |  | Tofaş SK                 | 100-84 | 98-94 | 76-80  | 79-91 | 82-81   |       |

### Top 16

#### Groupe E
| Rang | Équipe            | %  | J | G | P | Pp  | Pc  | Diff |  | Résultats (dom.\ext.) | DAR   | GAL   | BER    | CAN    |
| ---- | ----------------- | -- | - | - | - | --- | --- | ---- |  | --------------------- | ----- | ----- | ------ | ------ |
| 1    | Darüşşafaka Doğuş | 83 | 6 | 5 | 1 | 480 | 412 | 68   |  | Darüşşafaka Doğuş     |       | 77-63 | 82-70  | 88-70  |
| 2    | CB Gran Canaria   | 67 | 6 | 4 | 2 | 507 | 484 | 23   |  | Galatasaray SK        | 65-84 |       | 92-97  | 86-108 |
| 3    | ALBA Berlin       | 33 | 6 | 2 | 4 | 469 | 483 | -14  |  | ALBA Berlin           | 66-79 | 95-62 |        | 72-75  |
| 4    | Galatasaray SK    | 17 | 6 | 1 | 5 | 448 | 525 | -77  |  | CB Gran Canaria       | 78-70 | 76-87 | 100-81 |        |

#### Groupe F
| Rang | Équipe                   | %  | J | G | P | Pp  | Pc  | Diff |  | Résultats (dom.\ext.)    | BAY   | LIE     | ZEN   | TOR    |
| ---- | ------------------------ | -- | - | - | - | --- | --- | ---- |  | ------------------------ | ----- | ------- | ----- | ------ |
| 1    | Bayern Munich            | 83 | 6 | 5 | 1 | 526 | 480 | 46   |  | Bayern Munich            |       | 81-68   | 95-78 | 107-81 |
| 2    | Zénith Saint-Pétersbourg | 67 | 6 | 4 | 2 | 549 | 528 | 21   |  | Lietuvos rytas           | 85-87 |         | 96-98 | 101-68 |
| 3    | FIAT Torino              | 33 | 6 | 2 | 4 | 479 | 543 | -64  |  | Zénith Saint-Pétersbourg | 78-80 | 113-100 |       | 95-84  |
| 4    | Lietuvos rytas           | 17 | 6 | 1 | 5 | 527 | 530 | -3   |  | FIAT Torino              | 90-76 | 83-77   | 73-87 |        |

#### Groupe G
| Rang | Équipe                     | %   | J | G | P | Pp  | Pc  | Diff |  | Résultats (dom.\ext.)      | LOK   | TRE   | CED   | BUD     |
| ---- | -------------------------- | --- | - | - | - | --- | --- | ---- |  | -------------------------- | ----- | ----- | ----- | ------- |
| 1    | Lokomotiv Kouban-Krasnodar | 100 | 6 | 6 | 0 | 470 | 392 | 78   |  | Lokomotiv Kouban-Krasnodar |       | 97-69 | 69-64 | 77-66   |
| 2    | Budućnost Podgorica        | 67  | 6 | 4 | 2 | 451 | 420 | 31   |  | Dolomiti Energia Trento    | 71-74 |       | 83-72 | 105-106 |
| 3    | Dolomiti Energia Trento    | 33  | 6 | 2 | 4 | 452 | 481 | -29  |  | Cedevita Zagreb            | 60-85 | 77-81 |       | 75-78   |
| 4    | Cedevita Zagreb            | 0   | 6 | 0 | 6 | 400 | 480 | -80  |  | Budućnost Podgorica        | 62-68 | 79-66 | 84-52 |         |

#### Groupe H
| Rang | Équipe                  | %  | J | G | P | Pp  | Pc  | Diff |  | Résultats (dom.\ext.)   | ASV   | UNI   | REG   | LIM   |
| ---- | ----------------------- | -- | - | - | - | --- | --- | ---- |  | ----------------------- | ----- | ----- | ----- | ----- |
| 1    | Pallacanestro Reggiana  | 67 | 6 | 4 | 2 | 444 | 346 | 98   |  | ASVEL Lyon-Villeurbanne |       | 77-83 | 68-64 | 92-78 |
| 2    | UNICS Kazan             | 50 | 6 | 3 | 3 | 461 | 424 | 37   |  | UNICS Kazan             | 88-84 |       | 69-71 | 88-78 |
| 3    | ASVEL Lyon-Villeurbanne | 50 | 6 | 3 | 3 | 461 | 424 | 37   |  | Pallacanestro Reggiana  | 75-68 | 76-75 |       | 87-54 |
| 4    | Limoges CSP             | 17 | 6 | 1 | 5 | 417 | 494 | -77  |  | Limoges CSP             | 61-87 | 66-69 | 76-67 |       |

## Playoffs

### Tableau
|  | Quarts de finale                | Quarts de finale                | Quarts de finale | Quarts de finale |                                 |    | Demi-finales | Demi-finales | Demi-finales | Demi-finales |  |  | Finale | Finale | Finale | Finale |
|  |                                 |                                 |                  |                  |                                 |    |              |              |              |              |  |  |        |        |        |        |
|  | 28 février, 3 mars, 8 mars      |                                 |                  |                  |                                 |    |              |              |              |              |  |  |        |        |        |        |
|  |                                 |                                 |                  |                  |                                 |    |              |              |              |              |  |  |        |        |        |        |
|  | [E1] Darüşşafaka Doğuş          | 57                              | 78               | -                |                                 |    |              |              |              |              |  |  |        |        |        |        |
|  | [E1] Darüşşafaka Doğuş          | 57                              | 78               | -                | 20, 23 et 26 mars               |    |              |              |              |              |  |  |        |        |        |        |
|  | [G2] Budućnost Podgorica        | 54                              | 71               | -                |                                 |    |              |              |              |              |  |  |        |        |        |        |
|  | [G2] Budućnost Podgorica        | 54                              | 71               | -                | [E1] Darüşşafaka Doğuş          | 76 | 87           | -            |              |              |  |  |        |        |        |        |
|  | 28 février, 3 mars, 8 mars      |                                 |                  |                  | [E1] Darüşşafaka Doğuş          | 76 | 87           | -            |              |              |  |  |        |        |        |        |
|  |                                 | [F1] Bayern Munich              | 74               | 83               | -                               |    |              |              |              |              |  |  |        |        |        |        |
|  | [F1] Bayern Munich              | [F1] Bayern Munich              | 74               | 83               | -                               | 83 | 73           | 91           |              |              |  |  |        |        |        |        |
|  | [F1] Bayern Munich              |                                 |                  |                  | 10, 13, 16 avril                | 83 | 73           | 91           |              |              |  |  |        |        |        |        |
|  | [H2] UNICS Kazan                | 75                              | 80               | 81               |                                 |    |              |              |              |              |  |  |        |        |        |        |
|  | [H2] UNICS Kazan                | 75                              | 80               | 81               | [E1] Darüşşafaka Doğuş          | 81 | 67           | -            |              |              |  |  |        |        |        |        |
|  | 28 février, 3 mars, 8 mars      |                                 |                  |                  | [E1] Darüşşafaka Doğuş          | 81 | 67           | -            |              |              |  |  |        |        |        |        |
|  |                                 | [G1] Lokomotiv Kouban-Krasnodar | 78               | 59               | -                               |    |              |              |              |              |  |  |        |        |        |        |
|  | [G1] Lokomotiv Kouban-Krasnodar | [G1] Lokomotiv Kouban-Krasnodar | 78               | 59               | -                               | 79 | 80           | -            |              |              |  |  |        |        |        |        |
|  | [G1] Lokomotiv Kouban-Krasnodar | 20, 23 et 26 mars               |                  |                  |                                 | 79 | 80           | -            |              |              |  |  |        |        |        |        |
|  | [E2] Gran Canaria               | 74                              | 59               | -                |                                 |    |              |              |              |              |  |  |        |        |        |        |
|  | [E2] Gran Canaria               | 74                              | 59               | -                | [G1] Lokomotiv Kouban-Krasnodar | 82 | 79           | -            |              |              |  |  |        |        |        |        |
|  | 28 février, 3 mars, 8 mars      |                                 |                  |                  | [G1] Lokomotiv Kouban-Krasnodar | 82 | 79           | -            |              |              |  |  |        |        |        |        |
|  |                                 | [H1] Pallacanestro Reggiana     | 65               | 69               | -                               |    |              |              |              |              |  |  |        |        |        |        |
|  | [H1] Pallacanestro Reggiana     | [H1] Pallacanestro Reggiana     | 65               | 69               | -                               | 75 | 77           | 105          |              |              |  |  |        |        |        |        |
|  | [H1] Pallacanestro Reggiana     |                                 |                  |                  |                                 | 75 | 77           | 105          |              |              |  |  |        |        |        |        |
|  | [F2] Zénith Saint-Pétersbourg   | 61                              | 91               | 99               |                                 |    |              |              |              |              |  |  |        |        |        |        |
|  | [F2] Zénith Saint-Pétersbourg   | 61                              | 91               | 99               |                                 |    |              |              |              |              |  |  |        |        |        |        |
|  |                                 |                                 |                  |                  |                                 |    |              |              |              |              |  |  |        |        |        |        |

### Quarts de finale
| Équipe 1                   | Score | Équipe 2                 | Aller   | Retour  | Décisif  |
| -------------------------- | ----- | ------------------------ | ------- | ------- | -------- |
| Darüşşafaka Doğuş          | 2 - 0 | Budućnost Podgorica      | 57 - 54 | 78 - 71 |          |
| Bayern Munich              | 2 - 1 | UNICS Kazan              | 83 - 75 | 73 - 80 | 91 - 81  |
| Lokomotiv Kouban-Krasnodar | 2 - 0 | Gran Canaria             | 79 - 74 | 59 - 80 |          |
| Pallacanestro Reggiana     | 2 - 1 | Zénith Saint-Pétersbourg | 75 - 61 | 77 - 91 | 105 - 99 |

### Demi-finales
| Équipe 1                   | Score | Équipe 2               | Aller   | Retour  | Décisif |
| -------------------------- | ----- | ---------------------- | ------- | ------- | ------- |
| Darüşşafaka Doğuş          | 2 - 0 | Bayern Munich          | 76 - 74 | 87 - 83 |         |
| Lokomotiv Kouban Krasnodar | 2 - 0 | Pallacanestro Reggiana | 82 - 65 | 79 - 69 |         |

### Finale
| Équipe 1          | Score | Équipe 2                   | Aller   | Retour  | Décisif |
| ----------------- | ----- | -------------------------- | ------- | ------- | ------- |
| Darüşşafaka Doğuş | 2 - 0 | Lokomotiv Kouban Krasnodar | 81 - 78 | 67 - 59 |         |

## Leaders statistiques
| Rang | Joueur             | Club                    | Moy.  |
| ---- | ------------------ | ----------------------- | ----- |
| 1    | Scottie Wilbekin   | Darüşşafaka Doğuş       | 18,88 |
| 2    | Amedeo Della Valle | Pallacanestro Reggiana  | 17,53 |
| 3    | Lamar Patterson    | Fiat Turin              | 16,31 |
| 4    | John Roberson      | ASVEL Lyon Villeurbanne | 15,81 |
| 5    | Dominique Sutton   | Dolomiti Energia Trento | 15,53 |

| Rang | Joueur          | Club                     | Moy. |
| ---- | --------------- | ------------------------ | ---- |
| 1    | Richard Hendrix | Galatasaray Odeabank     | 7,53 |
| 2    | Jaylen Reynolds | Pallacanestro Reggiana   | 7,52 |
| 3    | Ondrej Balvin   | Herbalife Gran Canaria   | 7,28 |
| 4    | Drew Gordon     | Zénith Saint-Petersbourg | 7,00 |
| 5    | Darryl Watkins  | ASVEL Lyon Villeurbanne  | 6,69 |

| Rang | Joueur                     | Club                                     | Moy. |
| ---- | -------------------------- | ---------------------------------------- | ---- |
| 1    | Chris Kramer               | Lietuvos rytas                           | 7,36 |
| 2    | Quino Colom                | UNICS Kazan                              | 5,63 |
| 3    | Stefan Jovic               | Bayern Munich                            | 5,60 |
| 4    | Scottie Wilbekin Gal Mekel | Darussafaka Dogus Herbalife Gran Canaria | 5,06 |
| 5    | Peyton Siva                | ALBA Berlin                              | 5,00 |

Mise à jour au 16 novembre 2017

## Récompenses individuelles

### Récompenses annuelles
- MVP de la saison[2] :  Scottie Wilbekin ( Darüşşafaka)
- MVP de la saison régulière[3] :  Scottie Wilbekin ( Darüşşafaka)
- MVP du Top 16[4] :  Kyle Kuric ( Zénith Saint-Pétersbourg)
- MVP des finales[5] :  Scottie Wilbekin ( Darüşşafaka)
- Entraîneur de l'année[6] :  Saša Obradović ( Lokomotiv Kouban-Krasnodar)
- Révélation de l'année[7] :  Džanan Musa ( KK Cedevita)
- Premier et deuxième cinq majeurs :

| Meilleur cinq majeur d'Eurocoupe | Meilleur cinq majeur d'Eurocoupe | Meilleur cinq majeur d'Eurocoupe | Deuxième cinq majeur d'Eurocoupe | Deuxième cinq majeur d'Eurocoupe | Deuxième cinq majeur d'Eurocoupe |
| Position                         | Joueur                           | Équipe                           | Position                         | Joueur                           | Équipe                           |
| -------------------------------- | -------------------------------- | -------------------------------- | -------------------------------- | -------------------------------- | -------------------------------- |
| Meneur                           | Scottie Wilbekin                 | Darüşşafaka                      | Meneur                           | Nikola Ivanović                  | KK Budućnost Podgorica           |
| Arrière                          | Quino Colom                      | UNICS Kazan                      | Arrière                          | Kyle Kuric                       | Zénith Saint-Pétersbourg         |
| Ailier                           | Amedeo Della Valle               | Pallacanestro Reggiana           | Ailier                           | Dmitri Koulaguine                | Lokomotiv Kouban-Krasnodar       |
| Ailier fort                      | Ryan Broekhoff                   | Lokomotiv Kouban-Krasnodar       | Ailier fort                      | JaJuan Johnson                   | Darüşşafaka                      |
| Pivot                            | Devin Booker                     | Bayern Munich                    | Pivot                            | Ondřej Balvín                    | CB Gran Canaria                  |

### Récompenses hebdomadaires
| Journée | Joueur                                      | Équipe                                             | Éval. |
| ------- | ------------------------------------------- | -------------------------------------------------- | ----- |
| 1       | Luke Sikma (1/1)                            | ALBA Berlin (1/3)                                  | 31    |
| 2       | Rokas Giedraitis (1/1) Jalen Reynolds (1/2) | Lietuvos rytas (1/2) Pallacanestro Reggiana (1/3)  | 31    |
| 3       | Nigel Williams-Goss (1/1)                   | Partizan Belgrade (1/1)                            | 34    |
| 4       | Peyton Siva (1/2) Trevor Lacey (1/1)        | ALBA Berlin (2/3) Lokomotiv Kouban-Krasnodar (1/1) | 31    |
| 5       | Adas Juškevičius (1/1)                      | Panevėžio Lietkabelis (1/1)                        | 38    |
| 6       | Chris Kramer (1/1)                          | Lietuvos rytas (2/3)                               | 38    |
| 7       | John Roberson (1/2)                         | ASVEL Lyon-Villeurbanne (1/2)                      | 30    |
| 8       | Danilo Barthel (1/2)                        | Bayern Munich (1/3)                                | 33    |
| 9       | Boris Diaw (1/1)                            | Levallois Metropolitans (1/1)                      | 29    |
| 10      | John Roberson (2/2)                         | ASVEL Lyon-Villeurbanne (2/2)                      | 44    |

| Journée | Joueur                 | Équipe                         | Éval. |
| ------- | ---------------------- | ------------------------------ | ----- |
| 1       | Dustin Hogue (1/1)     | Dolomiti Energia Trento (1/1)  | 40    |
| 2       | Kyle Kuric (1/1)       | Zénith Saint-Pétersbourg (1/1) | 40    |
| 3       | Devin Booker (1/1)     | Bayern Munich (2/3)            | 38    |
| 4       | Martynas Echodas (1/1) | Lietuvos rytas (3/3)           | 29    |
| 5       | Danilo Barthel (2/2)   | Bayern Munich (3/3)            | 42    |
| 6       | Peyton Siva (2/2)      | ALBA Berlin (3/3)              | 26    |

| Journée | Joueur                  | Équipe                           | Éval. |
| ------- | ----------------------- | -------------------------------- | ----- |
| 1       | Jalen Reynolds (2/2)    | Pallacanestro Reggiana (2/3)     | 29    |
| 2       | Dmitri Koulaguine (1/1) | Lokomotiv Kouban-Krasnodar (1/1) | 34    |
| 3       | Chris Wright (1/1)      | Pallacanestro Reggiana (3/3)     | 34    |

| Journée | Joueur                 | Équipe            | Éval. |
| ------- | ---------------------- | ----------------- | ----- |
| 1       | Micheal Eric (1/1)     | Darüşşafaka (1/2) | 30    |
| 2       | Scottie Wilbekin (1/1) | Darüşşafaka (2/2) | 44    |